# Mala Uholka
Mala Uholka, ukrajinsky Мала Уголька, je osada obce Uglja, v Ugljanské venkovské komunitě (ukrajinsky Углянська сільська громада) v okrese Ťačiv v Zakarpatské oblasti na Ukrajině. V roce 2001 zde žilo 1503 obyvatel.